# Вилла-Чельера
Вилла-Чельера (итал. Villa Celiera) — коммуна в Италии, располагается в регионе Абруццо, в провинции Пескара.
Население составляет 802 человека (2008 г.), плотность населения составляет 65 чел./км². Занимает площадь 13 км². Почтовый индекс — 65010. Телефонный код — 085.
Покровителем коммуны почитается Иоанн Креститель, празднование 29 августа.

## Демография
Динамика населения:

## Администрация коммуны
- Официальный сайт: https://web.archive.org/web/20100731105406/http://www.comune.villaceliera.pe.it/